# Brădețelu
Brădețelu – wieś w Rumunii, w okręgu Marusza, w gminie Ibănești. W 2011 roku liczyła 306 mieszkańców.